# ATP Finals 2023
ATP Finals 2023, známý jako Turnaj mistrů 2023 či se jménem sponzora Nitto ATP Finals 2023, představoval závěrečný tenisový turnaj mužské profesionální sezóny pro osm nejvýše postavených mužů ve dvouhře a osm nejlepších párů ve čtyřhře na žebříčku ATP Race z pondělního vydání, po skončení posledního řádného turnaje před Turnajem mistrů.
Turnaj se odehrával mezi 12. až 19. listopadu 2023 potřetí v italtském Turíně, šestnáctém místě konání závěrečné události roku. Dějištěm se stala víceúčelová Pala Alpitour, v níž byl instalován dvorec s tvrdým povrchem. Celková dotace i prize money činily 15 000 000 dolarů. Hlavním sponzorem se posedmé stala japonská společnost Nitto Denko.
V obou soutěžích trofeje obhájili vítězové z předchozího ročníku 2022, což se naposledy podařilo šampionům v letech 2003 a 2004. Rekordní sedmý titul si z Turnaje mistrů odvezl 36letý Srb Novak Djoković a stal se jeho nejstarším vítězem. Na okruhu ATP Tour vybojoval devadesátý osmý singlový titul a jako první hráč sedmý v probíhajícím ročníku. Poosmé se stal konečnou světovou jedničkou, čímž rovněž posunul vlastní rekord. Čtyřhru vyhráli Američan Rajeev Ram s Britem Joem Salisburym. Získali třináctý společný titul a čtvrtý sezónní. Neporazitelnost na závěrečné události roku prodloužili na deset utkání.

## Přehled

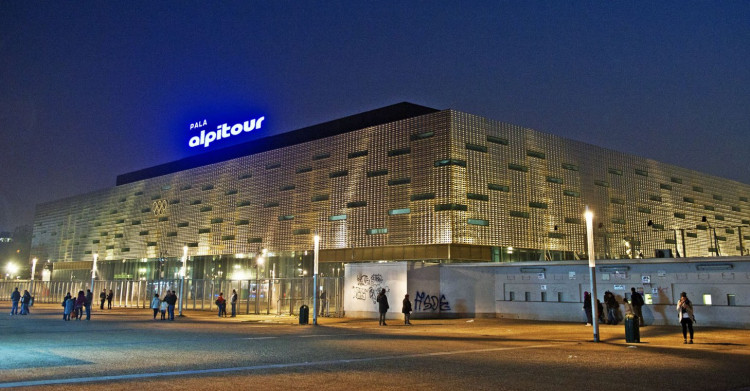
Pala Alpitour v Turíně, dějiště turnaje 2022–2025

Turínská Pala Alpitour hostila mezi 12. až 19. listopadem 2023 padesátý čtvrtý ročník Turnaje mistrů ve dvouhře a čtyřicátý devátý ve čtyřhře. Stadion představoval největší krytou arénu v Itálii, s tenisovou kapacitou 13 tisíc diváků. Událost organizovala Asociace tenisových profesionálů (ATP) ve formě vyvrcholení okruhu ATP Tour 2023. Jednalo se o závěrečný turnaj sezóny v kategorii ATP Tour Finals, hraný v týdnu před vyřazovací fází finále Davis Cupu a dva týdny před džiddským Next Generation ATP Finals pro osm nejvýše postavených hráčů sezóny do 21 let. 
V důsledku invaze Ruska na Ukrajinu na konci února 2022 řídící organizace tenisu ATP, WTA a ITF s grandslamy rozhodly, že ruští a běloruští tenisté mohli dále na okruzích startovat, ale do odvolání nikoli pod vlajkami Ruska a Běloruska.

## Kvalifikační kritéria

### Dvouhra
Dvouhry se zúčastnilo osm tenistů a přítomni byli dva náhradníci. Hráči (včetně deblových párů) se kvalifikovali v následujícím  pořadí:
1. Zaprvé, sedm tenistů dle žebříčku ATP Race vydaného v pondělí 13. listopadu 2023 po posledních řádných turnajích ATP Tour. V roce 2023 se jimi staly Sofia Open a Moselle Open.
2. Zadruhé, až dva grandslamoví vítězové z roku 2023 figurující na 8. až 20. místě žebříčku, a to podle jejich sestupného umístění.
3. Zatřetí, 8. hráč žebříčku ATP Race.[2]

Dvěma náhradníky byli tenisté umístění na prvních nepostupových místech žebříčku ATP Race. V případě jejich odmítnutí či zranění by určila náhradníky organizace ATP.  
Do žebříčku ATP Race, vydávaného vždy v pondělí, se započítávaly body získané od ledna kalendářního roku probíhající sezóny. Kumulovány byly z turnajů Grand Slamu, ATP Tour, United Cupu, ATP Challenger Tour a ITF Tour. Hráčům se přičetly body z 19 turnajů, do nichž se řadily:
- 4 Grand Slamy
- 8 turnajů s povinným startem v kategorii ATP Masters 1000
- 7 nejlépe bodově hodnocených výsledků (United Cup, Monte-Carlo Masters, ATP 500, ATP 250, challengery, ITF)[2][12]

### Čtyřhra
Do čtyřhry zasáhlo osm párů a jedna dvojice plnila roli náhradníka. Osm týmů se kvalifikovalo podle stejných kritérií jako hráči dvouhry a body byly kumulovány z identických turnajů. Rozdílem se stala neexistence povinných účastí u stanovených turnajů. Dvojice tak sbíraly body z 19 libovolných událostí na okruhu ATP Tour podle nejvyššího bodového zisku.

## Formát
Soutěže dvouhry se zúčastnlo osm tenistů, z nichž každý odehrál tři vzájemné zápasy v jedné ze dvou čtyřčlenných základních skupin – zelené nebo červené. První dva tenisté z každé skupiny postoupili do semifinále, od něhož turnaj probíhal vyřazovacím systémem. První ze skupin se utkali s druhými z opačné z nich. Vítězové semifinále se střetli ve finálůe.
Soutěž čtyřhry kopírovala formát dvouhry.
Všechny zápasy dvouhry probíhaly na dva vítězné sety se zahrnutím závěrečného tiebreaku včetně finále. Každé utkání čtyřhry se konalo také na dvě vítězné sady. Za vyrovnaného stavu setů 1–1 o vítězi rozhodl supertiebreak do 10 bodů. V deblových gamech se nekonaly „výhody“. Po shodě následoval rozhodující míč, jehož vítěz získal celou hru.

## Kritéria pořadí v základní skupině
Konečné pořadí v základní skupině se řídilo následujícími kritérii:
1. nejvyšší počet vyhraných utkání
2. nejvyšší počet odehraných utkání
3. u dvou hráčů se stejným počtem výher rozhodlo vzájemné utkání;
4. u tří hráčů se stejným počtem výher rozhodlo:
    a) nejvyšší procento vyhraných setů (případně vzájemný zápas při shodě dvou hráčů)
    b) nejvyšší procento vyhraných her (případně vzájemný zápas při shodě dvou hráčů).
5. žebříček ATP platný během turnaje

## Body a finanční odměny
Rozpočet ATP Finals 2023 činil 15 milionu dolarů.
| Fáze | Fáze                | dvouhra          | čtyřhra        | body     |
| --- | ------------------- | ---------------- | -------------- | -------- |
| neporažení vítězové | neporažení vítězové | 4 801 500 $      | 943 650 $      | 1 500    |
| vítězové | vítězové            | F + 2 201 000 $  | F + 351 400 $  | F + 500  |
| finalisté | finalisté           | ZS + 1 105 000 $ | ZS + 175 650 $ | ZS + 400 |
| za výhru ve skupině | za výhru ve skupině | 390 000 $        | 95 000 $       | 200      |
| startovné |                     |                  |                |          |
| za 3 zápasy | 325 500 $           | 132 000 $        | —              |          |
| za 2 zápasy | 244 125 $           | 99 000 $         | —              |          |
| za 1 zápas | 162 750 $           | 66 000 $         | —              |          |
| náhradníci | náhradníci          | 152 500 $        | —              | 50 850 $ |
| Poznámky |                     |                  |                |          |
| - částky jsou uváděny v amerických dolarech ($), ve čtyřhře na pár - ZS – finanční odměny či body získané v základní skupině - F – finanční odměny či body finalistů |                     |                  |                |          |

## Dvouhra

### Kvalifikovaní hráči
| \| 1. \| \| Novak Djoković \| 9 945 \| 19. srpna \| [13] \| \| 2. \| \| Carlos Alcaraz \| 8 455 \| 17. července \| [14] \| \| 3. \| \| Daniil Medveděv \| 7 200 \| 5. září \| [15] \| \| 4. \| \| Jannik Sinner \| 5 490 \| 7. října \| [16] \| \| 5. \| \| Andrej Rubljov \| 4 805 \| 26. října \| [17] \| \| 6. \| \| Stefanos Tsitsipas \| 4 235 \| 2. listopadu \| [18] \| \| 7. \| \| Alexander Zverev \| 3 585 \| 3. listopadu \| [19] \| \| 8. \| \| Holger Rune \| 3 460 \| 3. listopadu \| [19] \| \| Zelená skupina Červená skupina \| \| \| \| \| \| | DjokovićAlcarazMedveděvSinner RubljovTsitsipasZverevRune |                    |       |              |              |
| Pořadí | tenista                                                  | tenista            | body  | kvalifikován | kvalifikován |
| 1. |                                                          | Novak Djoković     | 9 945 | 19. srpna    | [ 13 ]       |
| 2. |                                                          | Carlos Alcaraz     | 8 455 | 17. července | [ 14 ]       |
| 3. |                                                          | Daniil Medveděv    | 7 200 | 5. září      | [ 15 ]       |
| 4. |                                                          | Jannik Sinner      | 5 490 | 7. října     | [ 16 ]       |
| 5. |                                                          | Andrej Rubljov     | 4 805 | 26. října    | [ 17 ]       |
| 6. |                                                          | Stefanos Tsitsipas | 4 235 | 2. listopadu | [ 18 ]       |
| 7. |                                                          | Alexander Zverev   | 3 585 | 3. listopadu | [ 19 ]       |
| 8. |                                                          | Holger Rune        | 3 460 | 3. listopadu | [ 19 ]       |
| Zelená skupina Červená skupina |                                                          |                    |       |              |              |

### Předešlý poměr vzájemných zápasů
Tabulka uvádí poměr vzájemných zápasů hráčů před Turnajem mistrů.
|    |                    | Djoković | Alcaraz | Medveděv | Sinner | Rubljov | Tsitsipas | Zverev | Rune | Celkem H2H | Poměr 2023 |
| 1. | Novak Djoković     |          | 2–2     | 10–5     | 3–0    | 5–1     | 11–2      | 8–4    | 2–2  | 41–16      | 51–5       |
| 2. | Carlos Alcaraz     | 2–2      |         | 2–2      | 3–4    | 0–0     | 5–0       | 3–3    | 2–1  | 17–12      | 63–10      |
| 3. | Daniil Medveděv    | 5–10     | 2–2     |          | 6–2    | 6–2     | 9–4       | 10–7   | 1–1  | 39–28      | 64–16      |
| 4. | Jannik Sinner      | 0–3      | 4–3     | 2–6      |        | 4–2     | 2–5       | 1–4    | 0–2  | 13–25      | 57–14      |
| 5. | Andrej Rubljov     | 1–5      | 0–0     | 2–6      | 2–4    |         | 5–6       | 3–5    | 2–1  | 15–27      | 56–23      |
| 6. | Stefanos Tsitsipas | 2–11     | 0–5     | 4–9      | 5–2    | 6–5     |           | 9–4    | 0–2  | 26–38      | 51–22      |
| 7. | Alexander Zverev   | 4–8      | 3–3     | 7–10     | 4–1    | 5–3     | 4–9       |        | 0–1  | 27–35      | 53–26      |
| 8. | Holger Rune        | 2–2      | 1–2     | 1–1      | 2–0    | 1–2     | 2–0       | 1–0    |      | 10–7       | 43–22      |

### Výsledky a body
Tabulka uvádí sezónní výsledky a odpovídající bodový zisk kvalifikovaných hráčů a náhradníků Turnaje mistrů.
| Nas.       | tenista            | Grand Slam | Grand Slam | Grand Slam | Grand Slam | ATP Tour Masters 1000 | ATP Tour Masters 1000 | ATP Tour Masters 1000 | ATP Tour Masters 1000 | ATP Tour Masters 1000 | ATP Tour Masters 1000 | ATP Tour Masters 1000 | ATP Tour Masters 1000 | ATP Tour Masters 1000 | Nejlépe na dalších turnajích | Nejlépe na dalších turnajích | Nejlépe na dalších turnajích | Nejlépe na dalších turnajích | Nejlépe na dalších turnajích | Nejlépe na dalších turnajích | body  | turnajů | titulů |
| Nas.       | tenista            | AO         | FO         | WIM        | USO        | IW                    | MI                    | MC                    | MA                    | RO                    | CA                    | CI                    | SH                    | PA                    | 1.                           | 2.                           | 3.                           | 4.                           | 5.                           | 6.                           | body  | turnajů | titulů |
| ---------- | ------------------ | ---------- | ---------- | ---------- | ---------- | --------------------- | --------------------- | --------------------- | --------------------- | --------------------- | --------------------- | --------------------- | --------------------- | --------------------- | ---------------------------- | ---------------------------- | ---------------------------- | ---------------------------- | ---------------------------- | ---------------------------- | ----- | ------- | ------ |
| 1.         | Novak Djoković     | Titul 2000 | Titul 2000 | F 1200     | Titul 2000 | A 0                   | A 0                   | 16k 90                | A 0                   | ČF 180                | A 0                   | Titul 1000            | A 0                   | Titul 1000            | Titul 250                    | SF 180                       | ČF 45                        |                              |                              |                              | 9 945 | 11      | 6      |
| 2.         | Carlos Alcaraz     | A 0        | SF 720     | Titul 2000 | SF 720     | Titul 1000            | SF 360                | A 0                   | Titul 1000            | 32k 45                | ČF 180                | F 600                 | 16k 90                | 32k 10                | Titul 500                    | Titul 500                    | F 300                        | Titul 250                    | SF 180                       |                              | 8 455 | 16      | 6      |
| 3.         | Daniil Medveděv    | 32k 90     | 128k 10    | SF 720     | F 1200     | F 600                 | Titul 1000            | ČF 180                | 16k 90                | Titul 1000            | ČF 180                | 16k 90                | SF 90                 | 32k 10                | Titul 500                    | Titul 500                    | F 300                        | F 300                        | Titul 250                    | ČF 90                        | 7 200 | 21      | 5      |
| 4.         | Jannik Sinner      | 16k 180    | 64k 45     | SF 720     | 16k 180    | SF 360                | F 600                 | SF 360                | A 0                   | 16k 90                | Titul 1000            | ČF 45                 | 16k 90                | 16k 90                | Titul 500                    | Titul 500                    | F 300                        | Titul 250                    | ČF 90                        | ČF 90                        | 5 490 | 21      | 4      |
| 5.         | Andrej Rubljov     | ČF 360     | 32k 90     | ČF 360     | ČF 360     | 16k 90                | 16k 90                | Titul 1000            | 16k 90                | 16k 90                | 16k 45                | ČF 45                 | F 600                 | SF 360                | F 300                        | F 300                        | Titul 250                    | SF 180                       | F 150                        | 16k 45                       | 4 805 | 24      | 2      |
| 6.         | Stefanos Tsitsipas | F 1200     | ČF 360     | 16k 180    | 64k 45     | 16k 45                | 16k 90                | ČF 180                | ČF 180                | SF 360                | 32k 10                | 16k 90                | 32k 45                | SF 360                | F 300                        | Titul 250                    | SF 225                       | SF 180                       | SF 90                        | 16k 45                       | 4 235 | 23      | 1      |
| 7.         | Alexander Zverev   | 64k 45     | SF 720     | 32k 90     | ČF 360     | 16k 90                | SF 90                 | 16k 90                | 16k 90                | 16k 90                | 32k 45                | SF 360                | 16k 45                | 16k 90                | Titul 500                    | Titul 250                    | SF 180                       | SF 180                       | SF 180                       | ČF 90                        | 3 585 | 26      | 2      |
| 8.         | Holger Rune        | 16k 180    | ČF 360     | ČF 360     | 128k 10    | 32k 45                | 16k 90                | F 600                 | 32k 45                | F 600                 | 16k 45                | 32k 10                | 64k 10                | ČF 180                | Titul 250                    | SF 180                       | SF 180                       | SF 180                       | SF 90                        | 16k 45                       | 3 460 | 22      | 1      |
| Náhradníci |                    |            |            |            |            |                       |                       |                       |                       |                       |                       |                       |                       |                       |                              |                              |                              |                              |                              |                              |       |         |        |
| 9.         | Hubert Hurkacz     | 16k 180    | 32k 90     | 16k 180    | 64k 45     | 32k 45                | 32k 45                | 16k 90                | 32k 45                | 16k 45                | 16k 90                | SF 360                | Titul 1000            | ČF 180                | F 300                        | Titul 250                    | ČF 90                        | SF 90                        | SF 75                        | 16k 45                       | 3 245 | 23      | 2      |
| 10.        | Taylor Fritz       | 64k 45     | 32k 90     | 64k 45     | ČF 360     | ČF 180                | ČF 180                | SF 360                | 16k 90                | SF 90                 | 16k 90                | ČF 180                | 32k 45                | 32k 45                | Titul 350                    | Titul 250                    | Titul 250                    | SF 180                       | SF 180                       | SF 90                        | 3 100 | 26      | 3      |
| náhradník  |                    |            |            |            |            |                       |                       |                       |                       |                       |                       |                       |                       |                       |                              |                              |                              |                              |                              |                              |       |         |        |

| Legenda | Legenda               | Legenda | Legenda             |
| ------- | --------------------- | ------- | ------------------- |
| 0/2000  | získané body          | 128k    | 128 hráčů v kole    |
| A       | neúčast na turnaji    | 64k     | 64 hráčů v kole     |
| ČF      | prohra ve čtvrtfinále | 32k     | 32 hráčů v kole     |
| SF      | prohra v semifinále   | 16k     | 16 hráčů v kole     |
| F       | prohra ve finále      | Titul   | vítězství v turnaji |
| ZS      | základní skupina      | —       | —                   |

Vysvětlivky
1. ↑  Bodový zisk ze tří povinných turnajů Masters 1000 (mandatory) a nepovinného Monte-Carlo Masters (non-mandatory) mohl hráč nahradit lepšími body z dalších turnajů konaných namísto obhajovaných bodů z dočasných turnajů 2022, které se již v probíhající sezóně nekonaly.'"`UNIQ--ref-0000004F-QINU`"''"`UNIQ--ref-00000050-QINU`"' Takové body byly do tabulky zapsány kurzívou.

## Čtyřhra

### Kvalifikované páry
| \| 1. \| \| Ivan Dodig Austin Krajicek \| 6 330 \| 9. října \| [20] \| \| 2. \| \| Wesley Koolhof Neal Skupski \| 6 060 \| 9. října \| [20] \| \| 3. \| \| Rohan Bopanna Matthew Ebden \| 5 990 \| 14. října \| [21] \| \| 4. \| \| Santiago González Édouard Roger-Vasselin \| 5 610 \| 2. listopadu \| [22] \| \| 5. \| \| Marcel Granollers Horacio Zeballos \| 5,127 \| 30. října \| [23] \| \| 6. \| \| Rajeev Ram Joe Salisbury \| 4 822 \| 29. října \| [24] \| \| 7. \| \| Máximo González Andrés Molteni \| 4 380 \| 3. listopadu \| [25] \| \| 8. \| \| Rinky Hijikata Jason Kubler \| 2 180 \| 2. listopadu \| [22] \| \| Zelená skupina Červená skupina \| \| \| \| \| \| | DodigKrajicekKoolhofSkupski BopannaEbdenS. GonzálezRoger-Vasselin GranollersZeballosRamSalisbury M. GonzálezMolteniHijikataKubler |                                          |       |              |              |
| Pořadí | pár | pár                                      | body  | kvalifikován | kvalifikován |
| 1. | | Ivan Dodig Austin Krajicek               | 6 330 | 9. října     | [ 20 ]       |
| 2. | | Wesley Koolhof Neal Skupski              | 6 060 | 9. října     | [ 20 ]       |
| 3. | | Rohan Bopanna Matthew Ebden              | 5 990 | 14. října    | [ 21 ]       |
| 4. | | Santiago González Édouard Roger-Vasselin | 5 610 | 2. listopadu | [ 22 ]       |
| 5. | | Marcel Granollers Horacio Zeballos       | 5,127 | 30. října    | [ 23 ]       |
| 6. | | Rajeev Ram Joe Salisbury                 | 4 822 | 29. října    | [ 24 ]       |
| 7. | | Máximo González Andrés Molteni           | 4 380 | 3. listopadu | [ 25 ]       |
| 8. | | Rinky Hijikata Jason Kubler              | 2 180 | 2. listopadu | [ 22 ]       |
| Zelená skupina Červená skupina | |                                          |       |              |              |

### Předešlý poměr vzájemných zápasů
Tabulka uvádí poměr vzájemných zápasů párů před Turnajem mistrů.
|    |                                          | Dodig Krajicek | Koolhof Skupski | Bopanna Ebden | S. González Roger-Vas. | Granollers Zeballos | Ram Salisbury | M. González Molteni | Hijikata Kubler | Celkem H2H | Poměr 2023 |
| 1. | Ivan Dodig Austin Krajicek               |                | 2–2             | 1–0           | 2–0                    | 2–1                 | 2–2           | 0–1                 | 0–0             | 9–6        | 38–13      |
| 2. | Wesley Koolhof Neal Skupski              | 2–2            |                 | 3–2           | 2–3                    | 1–2                 | 1–3           | 0–1                 | 2–1             | 11–14      | 44–20      |
| 3. | Rohan Bopanna Matthew Ebden              | 0–1            | 2–3             |               | 2–1                    | 1–2                 | 0–1           | 0–0                 | 0–0             | 5–8        | 38–18      |
| 4. | Santiago González Édouard Roger-Vasselin | 0–2            | 3–2             | 1–2           |                        | 2–0                 | 2–1           | 0–0                 | 0–0             | 8–7        | 51–21      |
| 5. | Marcel Granollers Horacio Zeballos       | 1–2            | 2–1             | 2–1           | 0–2                    |                     | 3–5           | 2–1                 | 0–1             | 10–13      | 34–17      |
| 6. | Rajeev Ram Joe Salisbury                 | 2–2            | 3–1             | 1–0           | 1–2                    | 5–3                 |               | 0–0                 | 0–0             | 12–8       | 32–18      |
| 7. | Máximo González Andrés Molteni           | 1–0            | 1–0             | 0–0           | 0–0                    | 1–2                 | 0–0           |                     | 0–0             | 3–2        | 38–20      |
| 8. | Rinky Hijikata Jason Kubler              | 0–0            | 1–2             | 0–0           | 0–0                    | 1–0                 | 0–0           | 0–0                 |                 | 2–2        | 9–6        |

### Výsledky a body
Tabulka uvádí započítané sezónní výsledky a odpovídající bodový zisk kvalifikovaných párů na Turnaji mistrů.
| Nas.       | dvojice                                  | Nejlepší bodový zisk z turnajů | Nejlepší bodový zisk z turnajů | Nejlepší bodový zisk z turnajů | Nejlepší bodový zisk z turnajů | Nejlepší bodový zisk z turnajů | Nejlepší bodový zisk z turnajů | Nejlepší bodový zisk z turnajů | Nejlepší bodový zisk z turnajů | Nejlepší bodový zisk z turnajů | Nejlepší bodový zisk z turnajů | Nejlepší bodový zisk z turnajů | Nejlepší bodový zisk z turnajů | Nejlepší bodový zisk z turnajů | Nejlepší bodový zisk z turnajů | Nejlepší bodový zisk z turnajů | Nejlepší bodový zisk z turnajů | Nejlepší bodový zisk z turnajů | Nejlepší bodový zisk z turnajů | Nejlepší bodový zisk z turnajů | body  | turnajů | titulů |
| Nas.       | dvojice                                  | 1.                             | 2.                             | 3.                             | 4.                             | 5.                             | 6.                             | 7.                             | 8.                             | 9.                             | 10.                            | 11.                            | 12.                            | 13.                            | 14.                            | 15.                            | 16.                            | 17.                            | 18.                            | 19.                            | body  | turnajů | titulů |
| ---------- | ---------------------------------------- | ------------------------------ | ------------------------------ | ------------------------------ | ------------------------------ | ------------------------------ | ------------------------------ | ------------------------------ | ------------------------------ | ------------------------------ | ------------------------------ | ------------------------------ | ------------------------------ | ------------------------------ | ------------------------------ | ------------------------------ | ------------------------------ | ------------------------------ | ------------------------------ | ------------------------------ | ----- | ------- | ------ |
| 1.         | Ivan Dodig Austin Krajicek               | Titul 2000                     | Titul 1000                     | SF 720                         | Titul 500                      | Titul 500                      | Titul 500                      | SF 360                         | ČF 180                         | F 150                          | F 150                          | 32k 90                         | 16k 90                         | ČF 90                          | 64k 0                          | 32k 0                          | 16k 0                          | 32k 0                          | 16k 0                          | 16k 0                          | 6 330 | 19      | 5      |
| 2.         | Wesley Koolhof Neal Skupski              | Titul 2000                     | F 600                          | ČF 360                         | ČF 360                         | SF 360                         | F 300                          | F 300                          | Titul 250                      | 16k 180                        | ČF 180                         | ČF 180                         | ČF 180                         | ČF 180                         | ČF 180                         | SF 180                         | SF 180                         | SF 90                          | 16k 0                          | 16k 0                          | 6 060 | 22      | 2      |
| 3.         | Rohan Bopanna Matthew Ebden              | F 1200                         | Titul 1000                     | SF 720                         | F 600                          | F 600                          | F 600                          | F 300                          | Titul 250                      | ČF 180                         | SF 180                         | 16k 90                         | 16k 90                         | ČF 90                          | SF 90                          | 64k 0                          | 64k 0                          | 16k 0                          | 32k 0                          | 16k 0                          | 5 990 | 20      | 2      |
| 4.         | Santiago González Édouard Roger-Vasselin | Titul 1000                     | Titul 1000                     | Titul 500                      | SF 360                         | SF 360                         | SF 360                         | Titul 250                      | Titul 250                      | 16k 180                        | 16k 180                        | 16k 180                        | ČF 180                         | SF 180                         | SF 180                         | 32k 90                         | 16k 90                         | ČF 90                          | ČF 90                          | SF 90                          | 5 610 | 26      | 5      |
| 5.         | Marcel Granollers Horacio Zeballos       | F 1200                         | Titul 1000                     | SF 720                         | SF 720                         | SF 360                         | SF 360                         | 16k 180                        | ČF 180                         | F 150                          | ČF 90                          | SF 90                          | ČF 45                          | ČF 32                          | 32k 0                          | 32k 0                          | 32k 0                          | 32k 0                          | 32k 0                          | 16k 0                          | 5 127 | 20      | 1      |
| 6.         | Rajeev Ram Joe Salisbury                 | Titul 2000                     | F 600                          | Titul 500                      | SF 360                         | Titul 250                      | 16k 180                        | 16k 180                        | ČF 180                         | 16k 90                         | 16k 90                         | ČF 90                          | ČF 90                          | SF 90                          | SF 90                          | ČF 32                          | 64k 0                          | 16k 0                          | 32k 0                          | 16k 0                          | 4 822 | 22      | 3      |
| 7.         | Máximo González Andrés Molteni           | Titul 1000                     | Titul 545                      | Titul 500                      | Titul 500                      | ČF 360                         | ČF 360                         | Titul 250                      | ČF 180                         | ČF 180                         | F 100                          | 32k 90                         | 16k 90                         | SF 90                          | ČF 45                          | ČF 45                          | ČF 45                          | 64k 0                          | 16k 0                          | 32k 0                          | 4 380 | 25      | 5      |
| 8.         | Rinky Hijikata Jason Kubler              | Titul 2000                     | 32k 90                         | ČF 45                          | ČF 45                          | 64k 0                          | 32k 0                          | 32k 0                          | 32k 0                          |                                |                                |                                |                                |                                |                                |                                |                                |                                |                                |                                | 2 180 | 8       | 1      |
| Náhradníci |                                          |                                |                                |                                |                                |                                |                                |                                |                                |                                |                                |                                |                                |                                |                                |                                |                                |                                |                                |                                |       |         |        |
| 9.         | Nathaniel Lammons Jackson Withrow        | ČF 360                         | ČF 360                         | SF 360                         | F 300                          | F 300                          | Titul 250                      | Titul 250                      | Titul 250                      | Titul 250                      | ČF 180                         | SF 180                         | Titul 175                      | F 150                          | F 150                          | F 150                          | 16k 90                         | 16k 90                         | ČF 90                          | ČF 90                          | 4 025 | 33      | 5      |
| 10.        | Hugo Nys Jan Zieliński                   | F 1200                         | Titul 1000                     | ČF 360                         | F 300                          | Titul 250                      | 16k 180                        | F 100                          | 32k 90                         | 16k 90                         | ČF 90                          | SF 90                          | ČF 45                          | ČF 45                          | ČF 45                          | ČF 32                          | 16k 20                         | 32k 0                          | 32k 0                          | 32k 0                          | 3 937 | 28      | 2      |
| náhradníci |                                          |                                |                                |                                |                                |                                |                                |                                |                                |                                |                                |                                |                                |                                |                                |                                |                                |                                |                                |                                |       |         |        |

| Legenda | Legenda                 | Legenda | Legenda             |
| ------- | ----------------------- | ------- | ------------------- |
| 0/2000  | získané body na turnaji | 64k     | 64 párů v kole      |
| ČF      | prohra ve čtvrtfinále   | 32k     | 32 párů v kole      |
| SF      | prohra v semifinále     | 16k     | 16 párů v kole      |
| F       | prohra ve finále        | Titul   | vítězství v turnaji |

Vysvětlivky
1. ↑  Hijikata s Kublerem se kvalifikovali  jako grandslamoví vítězové figurující na 17. příčce, tedy mezi 8. až 20. místem deblového žebříčku párů, na základě 2. bodu kvalifikačních kritérií.

## Přehled finále

### Dvouhra
- Novak Djoković vs.  Jannik Sinner, 6–3, 6–3

### Čtyřhra
- Rajeev Ram /  Joe Salisbury vs.  Marcel Granollers /  Horacio Zeballos, 6–3, 6–4